# 韦斯凯尼
韦斯凯尼，是匈牙利杰尔-莫雄-肖普朗州所辖的一个村。总面积10.35平方公里，总人口911，人口密度88.0人/平方公里（2011年1月1日）。